# Републикански път II-17
Републикански път II-17 е второкласен път, част от републиканската пътна мрежа на България, преминаващ изцяло по територията на Софийска област, Община Ботевград. Дължината му е 6,0 km.
Пътят започва от 188,7-и км на Републикански път I-1 северно от Ботевград и заобикаля града от североизток и изток, като е негов околовръстен път. На 3,5 km пътят пресича Републикански път I-3 на неговия 4,6 km и на 6,0 km достига до автомагистрала „Хемус“ при 47,0 km. Републикански път II-17 и Републикански път II-80 (3,5 km) са най-късите второкласни пътища в България.